# Sporting Clube de Portugal 2023-2024
Questa voce raccoglie le informazioni riguardanti lo Sporting Clube de Portugal nelle competizioni ufficiali della stagione 2023-2024.

## Stagione
La stagione 2023-2024 dello Sporting CP è la 90ª in Primeira Liga, che conferma l'allenatore ex Braga Rúben Amorim. La squadra di Lisbona, dopo aver concluso il campionato precedente in quarta posizione, si qualifica direttamente alla fase a gironi della Europa League. I Leões esordiscono il 12 agosto in campionato, contro il Vizela all'Alvalade vincendo 3-2 con un gol di Paulinho nell'extra time.
Il 1º settembre a Montecarlo ha luogo il sorteggio dei gironi di Champions League che vede impegnati i Leões nel gruppo D con gli italiani dell'Atalanta, gli austriaci dello Sturm Graz e i campioni di Polonia del Raków Częstochowa. L'esordio in Europa sorride agli uomini di Amorim che battono a domicilio lo Sturm Graz per 2-1. Il 5 ottobre lo Sporting subisce la prima sconiftta stagionale, perdendo in casa 1-2 contro l'Atalanta. Il 21 ottobre i biancoverdi esordiscono in Coppa di Portogallo, battendo a domicilio l'Olivais e Moscavide per 3-1. Il 12 novembre il derby de Lisboa volge a favore del Benfica, che ribalta lo svantaggio di una rete negli ultimissimi minuti di recupero.
Il 26 novembre lo Sporting supera il quarto turno di Taça de Portugal battendo per 8-0 il Dumiense, registrando così la vittoria in coppa più ampia degli ultimi 35 anni. Il 30 novembre, col pareggio per 1-1 a Bergamo con l'Atalanta, la squadra di Amorim supera il girone di Europa League classificandosi seconda con un turno di anticipo. Il 9 dicembre lo Sporting viene sconfitto dal Vitória Guimarães per 3-2 e viene agganciato in testa dal Porto, alla vigilia del Clássico vinto dai Leões per 2-0. In Taça da Liga, lo Sporting batte Farense e Tondela e approda in Final four. Il 9 gennaio, ancora contro il Tondela, lo Sporting supera i quarti di finale di coppa del Portogallo vincendo 4-0. Il 13 gennaio si chiude il girone di andata dello Sporting Lisbona, che batte 3-0 a domicilio il Chaves ed è campione d'inverno.
Il 23 gennaio lo Sporting viene estromesso dalla Coppa di Lega per mano del Braga, che si impone in semifinale per 1-0. Il 29 gennaio gli uomini di Amorim si impongono in campionato con un roboante 8-0 sul Casa Pia, che coincide con la più ampia vittoria casalinga degli ultimi 50 anni. Il 7 febbraio i Leões si impongono 3-0 sull'União Leiria in coppa nazionale, superando così i quarti di finale. Il 22 febbraio, grazie a un punteggio complessivo di 4-2, lo Sporting supera gli spareggi di Europa League eliminando gli svizzeri dello Young Boys. Il 14 marzo si conclude il cammino europeo dei Leões, che vengono eliminati agli ottavi di finale dall'Atalanta col risultato di 3-2 tra andata e ritorno. Il 2 aprile, col risultato complessivo di 4-3, lo Sporting supera le semifinali di coppa di Portogallo eliminando il Benfica.
Il 6 aprile la squadra di Amorim batte 2-1 il Benfica nello scontro diretto, portandosi a +4 con una gara da recuperare. Il 28 aprile lo Sporting rimonta il Porto nel Clássico, pareggiando 2-2 con una doppietta di Viktor Gyökeres in trenta secondi. Il 5 maggio, in seguito alla vittoria per 3-0 col Portimonense e alla contestuale sconfitta del Benfica in casa del Famalicão, lo Sporting vince matematicamente il suo ventesimo titolo di campione di Portogallo. Il 18 maggio si chiude il campionato con lo Sporting che batte 3-0 il Chaves. Il 26 maggio si conclude la stagione dei Leões sconfitti per 2-1 ai supplementari dal Porto in finale di coppa nazionale.

## Maglie e sponsor
Lo sponsor tecnico per la stagione 2023-2024 è Nike. Lo sponsor ufficiale è Betano, quello posteriore è Super Bock.
|  | Casa |  | Trasferta |  | Terza maglia |

## Organigramma societario
Dal sito internet ufficiale della società.
Area direttiva
- Presidente: Frederico Nuno Faro Varandas
- Vice-presidenti: Francisco Albuquerque Salgado Zenha, Pedro José Correia de Barros de Lencastre, João Ataíde Ferreira Sampaio, Maria José Engrola Serrano Biléu Sancho
- Legali: Francisco André da Costa Cabral Bernardo, André Seabra dos Santos Cymbron, Miguel Ingenerf Duarte Afonso, Miguel Maria do Nascimento Nogueira Leite, Alexandre Matos Jorge Ferreira

Area tecnica
- Allenatore: Rúben Amorim

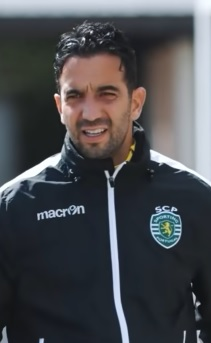
Rúben Amorim, sulla panchina dello Sporting dal 2020

- Allenatore in seconda: Carlos Fernandes
- Assistenti: Emanuel Ferro, Adélio Cândido
- Preparatore atletico: Gonçalo Álvaro
- Preparatori dei portieri: Jorge Vital, Tiago Ferreira
- Coordinatore settore giovanile: João Paulo Costa

Area scout
- Capo osservatore: Raul José
- Osservatori: José Chieira, Pedro Brandão
- Coordinatori vivaio: José Luís Vidigal, Miguel Quaresma

Management
- Direttore sportivo: Hugo Viana
- Team manager: Beto

Reparto medico
- Medico Sociale: João Pedro Araújo
- Fisioterapisti: Paulo Barreira, Hugo Fontes, Rúben Ferreira
- Scienziato sport: Alireza Rabbani

Area marketing
- Equipaggiamento: Paulinho

## Rosa

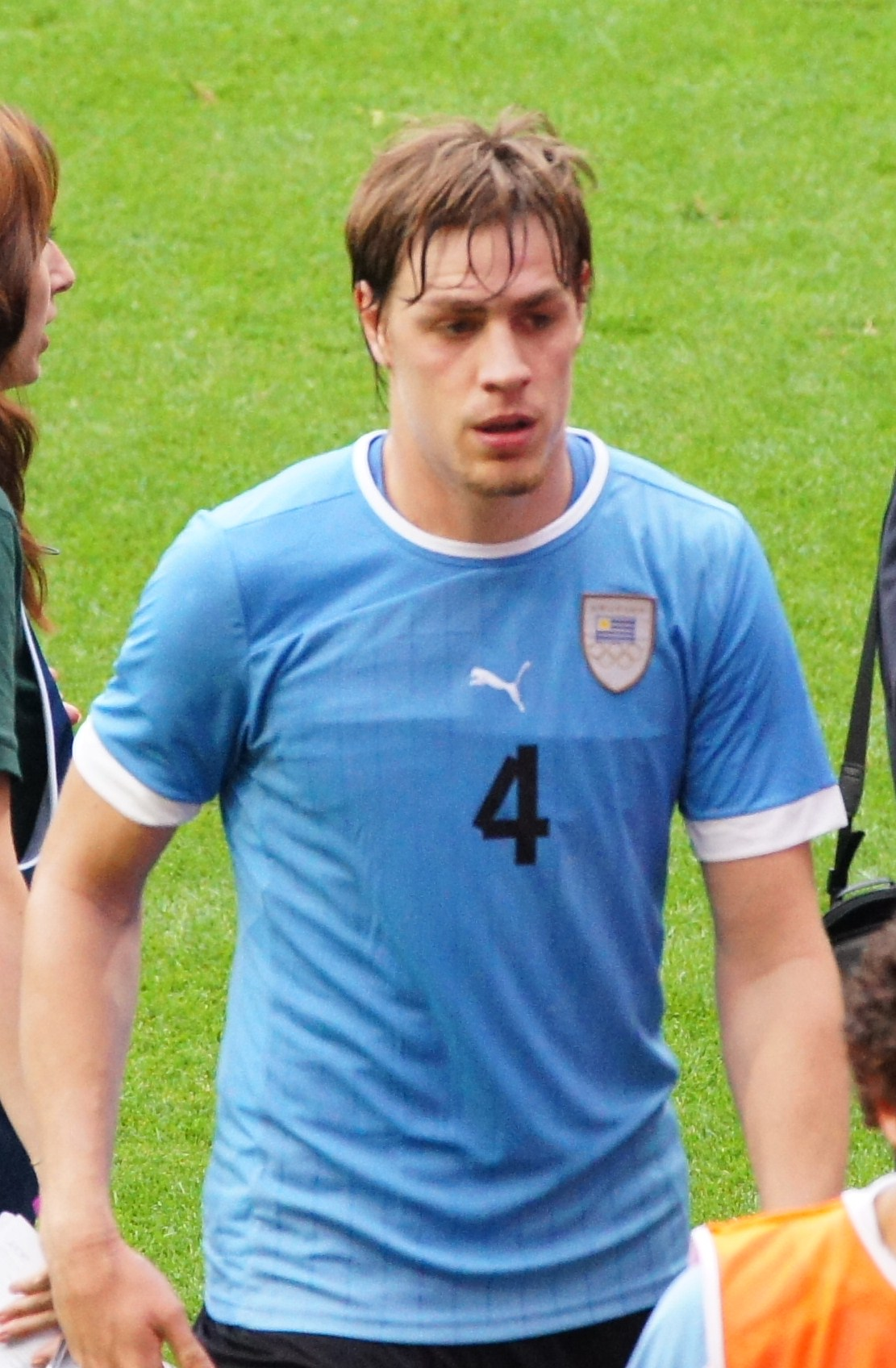
Sebastián Coates (con la maglia dell') è il capitano dello Sporting

La rosa e la numerazione sono tratte dal sito ufficiale dello Sporting Lisbona
| N. |                        | Ruolo | Calciatore                   |
| -- | ---------------------- | ----- | ---------------------------- |
| 1  | Spagna (bandiera)      | P     | Antonio Adán (vice capitano) |
| 2  | Brasile (bandiera)     | D     | Matheus Reis                 |
| 3  | Paesi Bassi (bandiera) | D     | Jerry St. Juste              |
| 4  | Uruguay (bandiera)     | D     | Sebastián Coates (capitano)  |
| 5  | Giappone (bandiera)    | C     | Hidemasa Morita              |
| 8  | Portogallo (bandiera)  | C     | Pedro Gonçalves              |
| 9  | Svezia (bandiera)      | A     | Viktor Gyökeres              |
| 10 | Inghilterra (bandiera) | C     | Marcus Edwards               |
| 11 | Portogallo (bandiera)  | A     | Nuno Santos                  |
| 12 | Uruguay (bandiera)     | P     | Franco Israel                |
| 13 | Portogallo (bandiera)  | D     | Luís Neto                    |
| 14 | Portogallo (bandiera)  | C     | Dário Essugo                 |
| 17 | Portogallo (bandiera)  | A     | Francisco Trincão            |
| 20 | Portogallo (bandiera)  | A     | Paulinho                     |

| N. |                           | Ruolo | Calciatore       |
| -- | ------------------------- | ----- | ---------------- |
| 21 | Mozambico (bandiera)      | A     | Geny Catamo      |
| 22 | Spagna (bandiera)         | D     | Iván Fresneda    |
| 23 | Portogallo (bandiera)     | C     | Daniel Bragança  |
| 25 | Portogallo (bandiera)     | D     | Gonçalo Inácio   |
| 26 | Costa d'Avorio (bandiera) | D     | Ousmane Diomande |
| 42 | Danimarca (bandiera)      | C     | Morten Hjulmand  |
| 43 | Portogallo (bandiera)     | D     | João Muniz       |
| 45 | Brasile (bandiera)        | D     | Rafael Pontelo   |
| 47 | Portogallo (bandiera)     | D     | Ricardo Esgaio   |
| 72 | Portogallo (bandiera)     | D     | Eduardo Quaresma |
| 80 | Francia (bandiera)        | C     | Koba Koindredi   |
| 82 | Portogallo (bandiera)     | C     | Mateus Fernandes |
| 90 | Portogallo (bandiera)     | A     | Afonso Moreira   |

### Formazione tipo
La squadra di Amorim è stata schierata per lo più con il 3-4-3 classico. Viktor Gyökeres con 43 reti è stato il capocannoniere della squadra, nonché il calciatore con più presenze insieme a Nuno Santos.
| Formazione tipo | Giocatori (presenze)   |
| --- | ---------------------- |
| Adán G. Inácio Diomande S. Coates Esgaio Hjulmand Bragança Gyökeres N. Santos Trincão Pedro G. | Antonio Adán (28)      |
| Adán G. Inácio Diomande S. Coates Esgaio Hjulmand Bragança Gyökeres N. Santos Trincão Pedro G. | Gonçalo Inácio (49)    |
| Adán G. Inácio Diomande S. Coates Esgaio Hjulmand Bragança Gyökeres N. Santos Trincão Pedro G. | Sebastián Coates (44)  |
| Adán G. Inácio Diomande S. Coates Esgaio Hjulmand Bragança Gyökeres N. Santos Trincão Pedro G. | Ousmane Diomande (38)  |
| Adán G. Inácio Diomande S. Coates Esgaio Hjulmand Bragança Gyökeres N. Santos Trincão Pedro G. | Ricardo Esgaio (47)    |
| Adán G. Inácio Diomande S. Coates Esgaio Hjulmand Bragança Gyökeres N. Santos Trincão Pedro G. | Morten Hjulmand (49)   |
| Adán G. Inácio Diomande S. Coates Esgaio Hjulmand Bragança Gyökeres N. Santos Trincão Pedro G. | Daniel Bragança (47)   |
| Adán G. Inácio Diomande S. Coates Esgaio Hjulmand Bragança Gyökeres N. Santos Trincão Pedro G. | Pedro Gonçalves (49)   |
| Adán G. Inácio Diomande S. Coates Esgaio Hjulmand Bragança Gyökeres N. Santos Trincão Pedro G. | Nuno Santos (50)       |
| Adán G. Inácio Diomande S. Coates Esgaio Hjulmand Bragança Gyökeres N. Santos Trincão Pedro G. | Francisco Trincão (48) |
| Adán G. Inácio Diomande S. Coates Esgaio Hjulmand Bragança Gyökeres N. Santos Trincão Pedro G. | Viktor Gyökeres (50)   |
| Altri giocatori: Paulinho (47), Matheus Reis (46), Marcus Edwards (45), Geny Catamo (41), Hidemasa Morita (40), Eduardo Quaresma (30), Franco Israel (23), Jerry St. Juste (20), Luís Neto (15), Iván Fresneda (9), Koba Koindredi (8), Diogo Pinto (3), Rafael Pontelo (2), Miguel Menino (1), Rafael Nel (1), Francisco Silva (1), Tiago Ferreira (1) |                        |

## Calciomercato

### Sessione estiva
| Acquisti         | Acquisti              | Acquisti        | Acquisti                  |
| R.               | Nome                  | da              | Modalità                  |
| ---------------- | --------------------- | --------------- | ------------------------- |
| D                | Iván Fresneda         | Real Valladolid | definitivo (9 milioni €)  |
| D                | Pedro Porro           | Tottenham       | fine prestito             |
| C                | Morten Hjulmand       | Lecce           | definitivo (18 milioni €) |
| A                | Viktor Gyökeres       | Coventry City   | definitivo (20 milioni €) |
| A                | Francisco Trincão     | Barcellona      | definitivo (7 milioni €)  |
| Altre operazioni |                       |                 |                           |
| R.               | Nome                  | da              | Modalità                  |
| D                | Pedro Bondo Francisco | Petro Atlético  | prestito                  |
| D                | José Marsà            | Sporting Gijón  | fine prestito             |
| D                | Eduardo Quaresma      | Hoffenheim      | fine prestito             |
| D                | Rúben Vinagre         | Everton         | fine prestito             |
| C                | Idrissa Doumbia       | Alanyaspor      | fine prestito             |
| A                | Rafael Camacho        | Arīs Salonicco  | fine prestito             |
| A                | Tiago Tomás           | Stoccarda       | fine prestito             |

| Cessioni         | Cessioni                | Cessioni            | Cessioni                  |
| R.               | Nome                    | a                   | Modalità                  |
| ---------------- | ----------------------- | ------------------- | ------------------------- |
| D                | Héctor Bellerín         |                     | svincolato                |
| D                | Pedro Porro             | Tottenham           | definitivo (45 milioni €) |
| C                | Rochinha                | Al-Markhiya         | prestito                  |
| C                | Sōtīrīs Alexandropoulos | Olympiacos          | prestito                  |
| C                | Mateo Tanlongo          | Copenaghen          | prestito                  |
| C                | Manuel Ugarte           | Paris Saint-Germain | definitivo (60 milioni €) |
| A                | Arthur Gomes Lourenço   | Cruzeiro            | definitivo (3 milioni €)  |
| A                | Youssef Chermiti        | Everton             | definitivo (15 milioni €) |
| A                | Abdul Fatawu Issahaku   | Leicester City      | prestito                  |
| A                | Francisco Trincão       | Barcellona          | fine prestito             |
| Altre operazioni |                         |                     |                           |
| R.               | Nome                    | a                   | Modalità                  |
| P                | André Paulo             | Mafra               | gratuito                  |
| D                | Tiago Ilori             |                     | svincolato                |
| D                | José Marsà              | FC Andorra          | gratuito                  |
| D                | Rúben Vinagre           | Hull City           | prestito                  |
| C                | Idrissa Doumbia         | Al-Ahli             | gratuito                  |
| C                | Mateus Fernandes        | Estoril Praia       | prestito                  |
| A                | Jovane Cabral           | Salernitana         | prestito                  |
| A                | Tiago Tomás             | Wolfsburg           | definitivo (8 milioni €)  |

### Sessione invernale
| Acquisti         | Acquisti       | Acquisti      | Acquisti                   |
| R.               | Nome           | da            | Modalità                   |
| ---------------- | -------------- | ------------- | -------------------------- |
| D                | Rafael Pontelo | Leixões       | definitivo (0,7 milioni €) |
| C                | Koba Koindredi | Estoril Praia | definitivo (4 milioni €)   |
| Altre operazioni |                |               |                            |
| R.               | Nome           | da            | Modalità                   |
| D                | Rúben Vinagre  | Hull City     | fine prestito              |
| C                | Rochinha       | Al-Markhiya   | fine prestito              |
| C                | Mateo Tanlongo | Copenaghen    | fine prestito              |
| A                | Jovane Cabral  | Salernitana   | prestito                   |

| Cessioni         | Cessioni        | Cessioni          | Cessioni   |
| R.               | Nome            | a                 | Modalità   |
| ---------------- | --------------- | ----------------- | ---------- |
| C                | Dário Essugo    | Chaves            | prestito   |
| Altre operazioni |                 |                   |            |
| R.               | Nome            | a                 | Modalità   |
| P                | Diego Calai     | Feirense          | prestito   |
| D                | Rúben Vinagre   | Verona            | prestito   |
| C                | Rochinha        |                   | svincolato |
| C                | Mateo Tanlongo  | Rio Ave           | prestito   |
| A                | Jovane Cabral   | Olympiacos        | prestito   |
| A                | Afonso Moreira  | Gil Vicente       | prestito   |
| A                | Rodrigo Ribeiro | Nottingham Forest | prestito   |

## Risultati

### Primeira Liga

#### Girone di andata
| Arbitro: | Melo (Porto) |

|                                  |           |                            |
| Gyökeres 14’, 15’ Paulinho 90+8’ | Marcatori | 75’ Essende 77’ N. Moreira |

| Arbitro: | Almeida (Algarve) |

|             |           |                  |
| Clayton 58’ | Marcatori | 3’, 61’ Paulinho |

| Arbitro: | Narciso (Setúbal) |

|              |           |  |
| Paulinho 52’ | Marcatori |  |

| Arbitro: | Godinho (Évora) |

|              |           |              |
| Á. Djaló 78’ | Marcatori | 25’ Pedro G. |

| Arbitro: | Oliveira (Porto) |

|                                          |           |  |
| Hjulmand 54’ Gyökeres 61’ Diomande 90+5’ | Marcatori |  |

| Arbitro: | Pereira (Aveiro) |

|                          |           |  |
| Paulinho 10’ Edwards 26’ | Marcatori |  |

| Arbitro: | Godinho (Évora) |

|                   |           |                                              |
| Mattheus 37’, 55’ | Marcatori | 21’ (rig.), 90’ (rig.) Gyökeres 35’ Pedro G. |

| Arbitro: | Nobre (Leiria) |

|                         |           |            |
| Gyökeres 31’ Morita 68’ | Marcatori | 52’ Mújica |

| Arbitro: | Almeida (Algarve) |

|  |           |                       |
|  | Marcatori | 37’ Geny 85’ Pedro G. |

| Arbitro: | Narciso (Setúbal) |

|                                       |           |                               |
| Bragança 33’ Edwards 71’ Paulinho 79’ | Marcatori | 50’ (rig.) Léo Jabá 55’ Kikas |

| Arbitro: | Soares Dias (Porto) |

|                                  |           |              |
| João Neves 90+4’ Tengstedt 90+7’ | Marcatori | 45’ Gyökeres |

| Arbitro: | Pereira (Aveiro) |

|                                   |           |                  |
| Tiba 42’ (aut.) Gyökeres 52’, 56’ | Marcatori | 34’ R. Fernandes |

| Arbitro: | Pinheiro (Braga) |

|                                                         |           |                             |
| Tiago Silva 45+7’ (rig.) André Silva 73’ Dani Silva 80’ | Marcatori | 41’ G. Inácio 77’ N. Santos |

| Arbitro: | Almeida (Algarve) |

|                           |           |  |
| Gyökeres 11’ Pedro G. 60’ | Marcatori |  |

| Arbitro: | Oliveira (Porto) |

|            |           |                           |
| Relvas 68’ | Marcatori | 58’ Gyökeres 80’ Paulinho |

| Arbitro: | Pereira (Aveiro) |

|                                                                  |           |              |
| Edwards 20’, 45+1’ P. Álvaro 51’ (aut.) Pedro G. 69’ Trincão 78’ | Marcatori | 82’ Cassiano |

| Arbitro: | Godinho (Évora) |

|  |           |                                       |
|  | Marcatori | 44’ Paulinho 52’ Trincão 56’ Pedro G. |

#### Girone di ritorno
| Arbitro: | Narciso (Setúbal) |

|                      |           |                                                            |
| Soro 13’ Essende 63’ | Marcatori | 45+7’, 86’ Gyökeres 46’ Trincão 57’ Paulinho 72’ S. Coates |

| Arbitro: | Carvalho (Santarém) |

|                                                                                      |           |  |
| S. Coates 14’, 81’ Gyökeres 23’, 32’ (rig.) Pedro G. 25’ Trincão 43’, 90+3’ Geny 64’ | Marcatori |  |

| Arbitro: | Veríssimo (Leiria) |

|  |           |              |
|  | Marcatori | 20’ Pedro G. |

| Arbitro: | Nobre (Leiria) |

|                                                                 |           |  |
| Trincão 8’ Quaresma 18’ Gyökeres 71’ Bragança 73’ N. Santos 85’ | Marcatori |  |

| Arbitro: | Veríssimo (Leiria) |

|  |           |                        |
|  | Marcatori | 2’ Morita 23’ Pedro G. |

| Arbitro: | Narciso (Setúbal) |

|                                              |           |                                        |
| Umaro E. 3’ Y. Aziz 45+3’ (rig.), 67’ (rig.) | Marcatori | 9’ Hjulmand 44’ Gyökeres 73’ S. Coates |

| Arbitro: | Pereira (Aveiro) |

|                                        |           |                          |
| Bragança 11’ Gyökeres 29’ Pedro G. 53’ | Marcatori | 32’ Belloumi 50’ Zé Luís |

| Arbitro: | Almeida (Algarve) |

|  |           |                                        |
|  | Marcatori | 19’ Gyökeres 90+1’ Geny 90+6’ Hjulmand |

| Arbitro: | Nobre (Leiria) |

|                                                                 |           |            |
| Gyökeres 44’, 68’, 78’ (rig.) Paulinho 54’, 90+5’ N. Santos 88’ | Marcatori | 2’ Makouta |

| Arbitro: | Veríssimo (Leiria) |

|           |           |                            |
| Bucca 16’ | Marcatori | 23’ Paulinho 40’ N. Santos |

| Arbitro: | Soares Dias (Porto) |

|                |           |           |
| Geny 1’, 90+1’ | Marcatori | 45+3’ Bah |

| Arbitro: | Oliveira (Porto) |

|  |           |                                                |
|  | Marcatori | 7’, 31’ Trincão 11’ Diomande 38’ (aut.) Andrew |

| Arbitro: | Pereira (Aveiro) |

|                                  |           |  |
| Pedro G. 30’ Gyökeres 45+2’ (49) | Marcatori |  |

| Arbitro: | Almeida (Algarve) |

|                       |           |                   |
| Evanilson 7’ Pepê 41’ | Marcatori | 87’, 88’ Gyökeres |

| Arbitro: | Vasilica (Vila Real) |

|                                         |           |  |
| Paulinho 13’ Trincão 69’ Gyökeres 90+2’ | Marcatori |  |

| Arbitro: | Gonçalves (Porto) |

|  |           |              |
|  | Marcatori | 80’ Paulinho |

| Arbitro: | Oliveira (Porto) |

|                                |           |  |
| Gyökeres 23’, 37’ Paulinho 55’ | Marcatori |  |

### Taça de Portugal
| Arbitro: | Carvalho (Santarém) |

|                    |           |                                            |
| Fabrício 8’ (rig.) | Marcatori | 44’ (rig.) Edwards 53’ Geny 90+4’ Bragança |

| Arbitro: | Costa (Viana do Castelo) |

|                                                                                            |           |  |
| Neto 8’ Paulinho 28’, 58’, 71’ Trincão 46’ S. Coates 53’ N. Santos 75’ (rig.) Gyökeres 83’ | Marcatori |  |

| Arbitro: | Malheiro (Lisbona) |

|                                     |           |  |
| Pedro G. 11’, 16’ Gyökeres 37’, 46’ | Marcatori |  |

| Arbitro: | Martins (Lisbona) |

|  |           |                                |
|  | Marcatori | 32’, 74’ Gyökeres 37’ Pedro G. |

| Arbitro: | Veríssimo (Leiria) |

|                          |           |             |
| Pedro G. 9’ Gyökeres 54’ | Marcatori | 68’ Aursnes |

| Arbitro: | Pinheiro (Braga) |

|                             |           |                           |
| Otamendi 52’ Rafa Silva 64’ | Marcatori | 47’ Hjulmand 55’ Paulinho |

| Arbitro: | Veríssimo (Leiria) |

|                                  |           |               |
| Evanilson 25’ Taremi 100’ (rig.) | Marcatori | 20’ St. Juste |

### Taça da Liga

#### Fase a gironi
| Arbitro: | Correia (Porto) |

|                                             |           |                               |
| Gyökeres 24’, 28’ (rig.), 65’ N. Santos 55’ | Marcatori | 49’ Mattheus 79’ V. Gonçalves |

| Arbitro: | Silva (Porto) |

|                |           |                           |
| H. Tavares 76’ | Marcatori | 18’ Bragança 32’ Paulinho |

#### Final four
| Arbitro: | Almeida (Algarve) |

|             |           |  |
| A. Ruiz 65’ | Marcatori |  |

### Europa League

#### Fase a gironi
| Arbitro: | Dabanović |

|            |           |                           |
| Bøving 58’ | Marcatori | 76’ Gyökeres 84’ Diomande |

| Arbitro: | Hernández Hernández |

|                     |           |                          |
| Gyökeres 76’ (rig.) | Marcatori | 33’ Scalvini 43’ Ruggeri |

| Arbitro: | Papapetrou |

|              |           |               |
| Piasecki 79’ | Marcatori | 14’ S. Coates |

| Arbitro: | Jorgji |

|                                 |           |            |
| Pedro G. 14’ (rig.), 52’ (rig.) | Marcatori | 71’ Rundić |

| Arbitro: | Oliver |

|              |           |             |
| Scamacca 23’ | Marcatori | 56’ Edwards |

| Arbitro: | Collum |

|                                 |           |  |
| Gyökeres 39’ G. Inácio 61’, 71’ | Marcatori |  |

#### Fase a eliminazione diretta
| Arbitro: | Bastien |

|             |           |                                              |
| Ugrinic 42’ | Marcatori | 31’ (aut.) Amenda 41’ Gyökeres 48’ G. Inácio |

| Arbitro: | Kružliak |

|              |           |                     |
| Gyökeres 13’ | Marcatori | 84’ (rig.) Ganvoula |

| Arbitro: | Siebert |

|              |           |              |
| Paulinho 17’ | Marcatori | 39’ Scamacca |

| Arbitro: | Schärer |

|                          |           |              |
| Lookman 46’ Scamacca 59’ | Marcatori | 33’ Pedro G. |

## Statistiche

### Statistiche di squadra
| Competizione     | Punti | In casa | In casa | In casa | In casa | In casa | In casa | In trasferta | In trasferta | In trasferta | In trasferta | In trasferta | In trasferta | Totale | Totale | Totale | Totale | Totale | Totale | DR  |
| Competizione     | Punti | G       | V       | N       | P       | Gf      | Gs      | G            | V            | N            | P            | Gf           | Gs           | G      | V      | N      | P      | Gf     | Gs     | DR  |
| ---------------- | ----- | ------- | ------- | ------- | ------- | ------- | ------- | ------------ | ------------ | ------------ | ------------ | ------------ | ------------ | ------ | ------ | ------ | ------ | ------ | ------ | --- |
| Primeira Liga    | 90    | 17      | 17      | 0       | 0       | 57      | 11      | 17           | 12           | 3            | 2            | 39           | 18           | 34     | 29     | 3      | 2      | 96     | 29     | +67 |
| Taça de Portugal | -     | 3       | 3       | 0       | 0       | 14      | 1       | 3            | 2            | 1            | 0            | 8            | 3            | 7      | 5      | 1      | 1      | 23     | 6      | +17 |
| Taça da Liga     | 6     | 1       | 1       | 0       | 0       | 4       | 2       | 1            | 1            | 0            | 0            | 2            | 1            | 3      | 2      | 0      | 1      | 6      | 4      | +2  |
| Europa League    | 11    | 5       | 2       | 2       | 1       | 8       | 5       | 5            | 2            | 2            | 1            | 8            | 6            | 10     | 4      | 4      | 2      | 16     | 11     | +5  |
| Totale           | -     | 26      | 23      | 2       | 1       | 83      | 19      | 25           | 16           | 6            | 3            | 54           | 27           | 54     | 40     | 8      | 6      | 141    | 50     | +91 |

### Andamento in campionato
| Giornata  | 1 | 2 | 3 | 4 | 5 | 6 | 7 | 8 | 9 | 10 | 11 | 12 | 13 | 14 | 15 | 16 | 17 | 18 | 19 | 20 | 21 | 22 | 23 | 24 | 25 | 26 | 27 | 28 | 29 | 30 | 31 | 32 | 33 | 34 |
| --------- | - | - | - | - | - | - | - | - | - | -- | -- | -- | -- | -- | -- | -- | -- | -- | -- | -- | -- | -- | -- | -- | -- | -- | -- | -- | -- | -- | -- | -- | -- | -- |
| Luogo     | C | T | C | T | C | C | T | C | T | C  | T  | C  | T  | C  | T  | C  | T  | T  | C  | T  | C  | T  | T  | C  | T  | C  | T  | C  | T  | C  | T  | C  | T  | C  |
| Risultato | V | V | V | N | V | V | V | V | V | V  | P  | V  | P  | V  | V  | V  | V  | V  | V  | V  | V  | V  | N  | V  | V  | V  | V  | V  | V  | V  | N  | V  | V  | V  |
| Posizione | 4 | 1 | 1 | 3 | 2 | 2 | 1 | 1 | 1 | 1  | 2  | 1  | 1  | 1  | 1  | 1  | 1  | 1  | 1  | 2  | 1  | 1  | 2  | 1  | 1  | 1  | 1  | 1  | 1  | 1  | 1  | 1  | 1  | 1  |

Legenda:

Luogo: C = Casa; T = Trasferta. Risultato: V = Vittoria; N = Pareggio; P = Sconfitta.

### Statistiche dei giocatori
In corsivo i calciatori ceduti durante la stagione
| Giocatore    | Primeira Liga | Primeira Liga | Primeira Liga | Primeira Liga | Taça de Portugal + Taça da Liga | Taça de Portugal + Taça da Liga | Taça de Portugal + Taça da Liga | Taça de Portugal + Taça da Liga | Europa League | Europa League | Europa League | Europa League | Totale   | Totale | Totale      | Totale     |
| Giocatore    | Presenze      | Reti          | Ammonizioni   | Espulsioni    | Presenze                        | Reti                            | Ammonizioni                     | Espulsioni                      | Presenze      | Reti          | Ammonizioni   | Espulsioni    | Presenze | Reti   | Ammonizioni | Espulsioni |
| ------------ | ------------- | ------------- | ------------- | ------------- | ------------------------------- | ------------------------------- | ------------------------------- | ------------------------------- | ------------- | ------------- | ------------- | ------------- | -------- | ------ | ----------- | ---------- |
| A. Adán      | 22            | -22           | 1             | 0             | 0+0                             | -0+-0                           | 0+0                             | 0+0                             | 6             | -7            | 0             | 0             | 28       | -29    | 1           | 0          |
| D. Bragança  | 28            | 3             | 2             | 0             | 7+3                             | 1+1                             | 2+0                             | 0+0                             | 9             | 0             | 1             | 0             | 47       | 5      | 5           | 0          |
| S. Coates    | 29            | 4             | 6             | 0             | 6+2                             | 1+0                             | 0+0                             | 0+0                             | 7             | 1             | 1             | 0             | 44       | 6      | 7           | 0          |
| O. Diomande  | 26            | 2             | 7             | 1             | 3+1                             | 0+0                             | 0+0                             | 0+0                             | 8             | 1             | 1             | 0             | 38       | 3      | 8           | 1          |
| M. Edwards   | 27            | 4             | 4             | 1             | 5+3                             | 1+0                             | 3+0                             | 0+0                             | 10            | 1             | 1             | 0             | 45       | 6      | 8           | 1          |
| R. Esgaio    | 28            | 0             | 7             | 0             | 7+3                             | 0+0                             | 0+0                             | 0+0                             | 9             | 0             | 0             | 0             | 47       | 0      | 7           | 0          |
| D. Essugo    | 4             | 0             | 0             | 0             | 3+2                             | 0+0                             | 0+0                             | 0+0                             | 1             | 0             | 0             | 0             | 10       | 0      | 0           | 0          |
| I. Fresneda  | 4             | 0             | 0             | 0             | 1+0                             | 0+0                             | 0+0                             | 0+0                             | 4             | 0             | 0             | 0             | 9        | 0      | 0           | 0          |
| Geny         | 27            | 5             | 2             | 0             | 6+1                             | 1+0                             | 1+0                             | 0+0                             | 7             | 0             | 0             | 0             | 41       | 6      | 3           | 0          |
| V. Gyökeres  | 33            | 29            | 3             | 0             | 6+2                             | 6+3                             | 1+1                             | 0+0                             | 9             | 5             | 0             | 1             | 50       | 43     | 5           | 1          |
| M. Hjulmand  | 30            | 3             | 12            | 0             | 7+2                             | 1+0                             | 2+0                             | 0+0                             | 10            | 0             | 0             | 0             | 49       | 4      | 14          | 0          |
| G. Inácio    | 32            | 1             | 8             | 1             | 5+3                             | 0+0                             | 1+0                             | 0+0                             | 9             | 3             | 2             | 0             | 49       | 4      | 11          | 1          |
| F. Israel    | 10            | -7            | 0             | 0             | 6+3                             | -4+-4                           | 0+0                             | 1+0                             | 4             | -4            | 0             | 0             | 23       | -19    | 0           | 1          |
| K. Koindredi | 4             | 0             | 0             | 0             | 1+-                             | 0+-                             | 0+-                             | 0+-                             | 3             | 0             | 0             | 0             | 8        | 0      | 0           | 0          |
| Mateus F.    | 1             | 0             | 0             | 0             | -                               | -                               | -                               | -                               | -             | -             | -             | -             | 1        | 0      | 0           | 0          |
| M. Menino    | 1             | 0             | 0             | 0             | 0                               | 0                               | 0                               | 0                               | 0             | 0             | 0             | 0             | 1        | 0      | 0           | 0          |
| A. Moreira   | 1             | 0             | 0             | 0             | 1+1                             | 0+0                             | 0+0                             | 0+0                             | 0             | 0             | 0             | 0             | 3        | 0      | 0           | 0          |
| H. Morita    | 29            | 2             | 3             | 0             | 4+0                             | 0+0                             | 1+0                             | 0+0                             | 7             | 0             | 1             | 0             | 40       | 2      | 5           | 0          |
| R. Nel       | 0             | 0             | 0             | 0             | 0+0                             | 0+0                             | 0+0                             | 0+0                             | 1             | 0             | 0             | 0             | 1        | 0      | 0           | 0          |
| L. Neto      | 7             | 0             | 4             | 0             | 4+2                             | 1+0                             | 2+1                             | 0+0                             | 2             | 0             | 0             | 0             | 15       | 1      | 7           | 0          |
| Paulinho     | 31            | 15            | 1             | 0             | 6+3                             | 4+1                             | 2+0                             | 0+0                             | 7             | 1             | 2             | 0             | 47       | 21     | 5           | 0          |
| Pedro G.     | 32            | 11            | 4             | 0             | 5+3                             | 4+0                             | 1+0                             | 0+0                             | 9             | 3             | 1             | 0             | 49       | 18     | 6           | 0          |
| D. Pinto     | 2             | -0            | 0             | 0             | 1+0                             | -2+0                            | 0+0                             | 0+0                             | 0             | 0             | 0             | 0             | 3        | -2     | 0           | 0          |
| E. Quaresma  | 20            | 1             | 2             | 0             | 4+2                             | 0+0                             | 0+1                             | 0+0                             | 4             | 0             | 0             | 0             | 30       | 1      | 3           | 0          |
| Rafael       | 1             | 0             | 0             | 0             | 1+0                             | 0+0                             | 0+0                             | 0+0                             | 0             | 0             | 0             | 0             | 2        | 0      | 0           | 0          |
| M. Reis      | 27            | 0             | 2             | 0             | 6+3                             | 0+0                             | 0+1                             | 0+0                             | 10            | 0             | 0             | 0             | 46       | 0      | 3           | 0          |
| N. Santos    | 31            | 4             | 6             | 0             | 7+3                             | 1+1                             | 2+0                             | 0+0                             | 9             | 0             | 0             | 0             | 50       | 6      | 8           | 0          |
| F. Silva     | 1             | -0            | 0             | 0             | 0+0                             | 0+0                             | 0+0                             | 0+0                             | 0             | 0             | 0             | 0             | 1        | 0      | 0           | 0          |
| J. St. Juste | 11            | 0             | 3             | 0             | 4+1                             | 1+0                             | 0+0                             | 1+0                             | 4             | 0             | 0             | 0             | 20       | 1      | 3           | 1          |
| Tiago        | 0             | 0             | 0             | 0             | 0+0                             | 0+0                             | 0+0                             | 0+0                             | 1             | 0             | 0             | 0             | 1        | 0      | 0           | 0          |
| F. Trincão   | 31            | 9             | 1             | 0             | 6+3                             | 1+0                             | 1+0                             | 0+0                             | 8             | 0             | 0             | 0             | 48       | 10     | 2           | 0          |